# Hysterophora
Hysterophora là một chi bướm đêm thuộc phân họ Tortricinae của họ Tortricidae.

## Các loài
- Hysterophora maculosana (Haworth, [1811])

## Hình ảnh

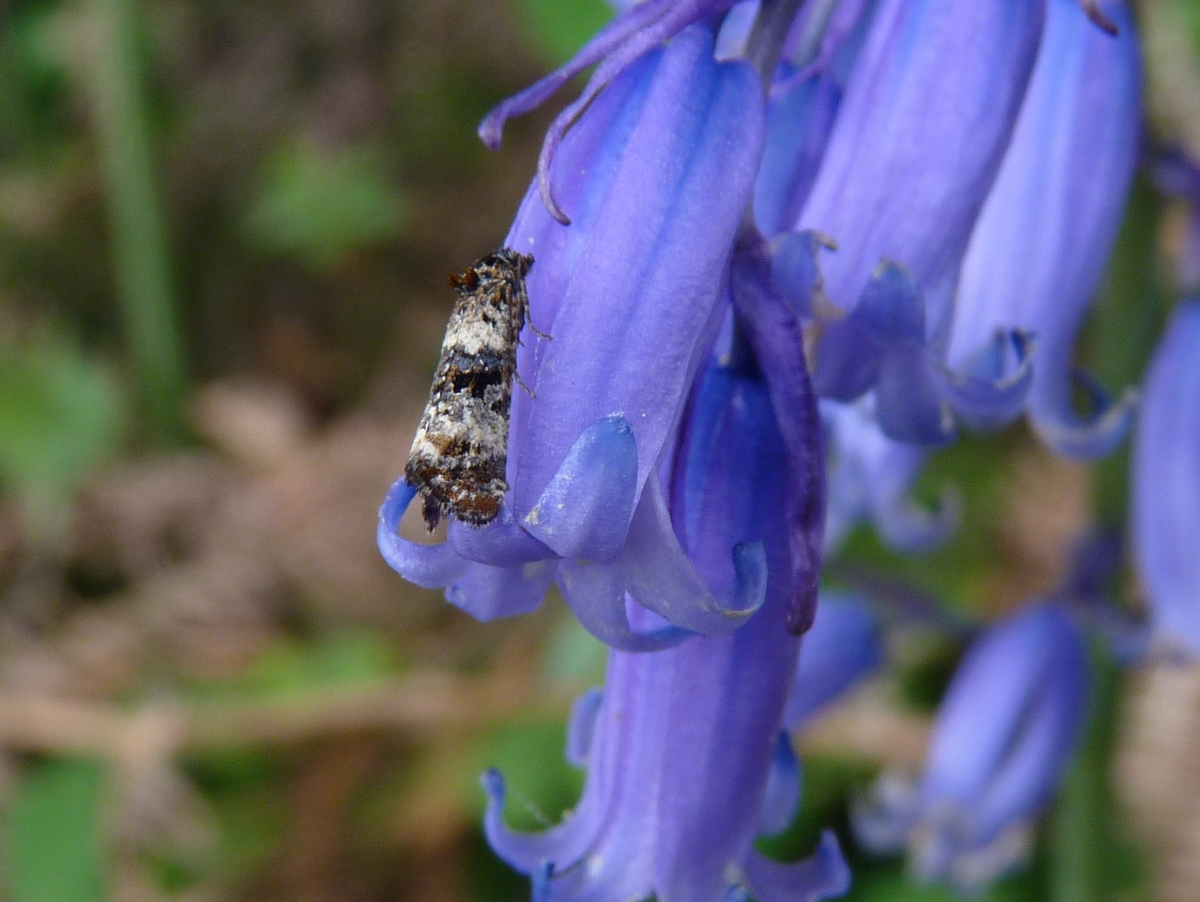
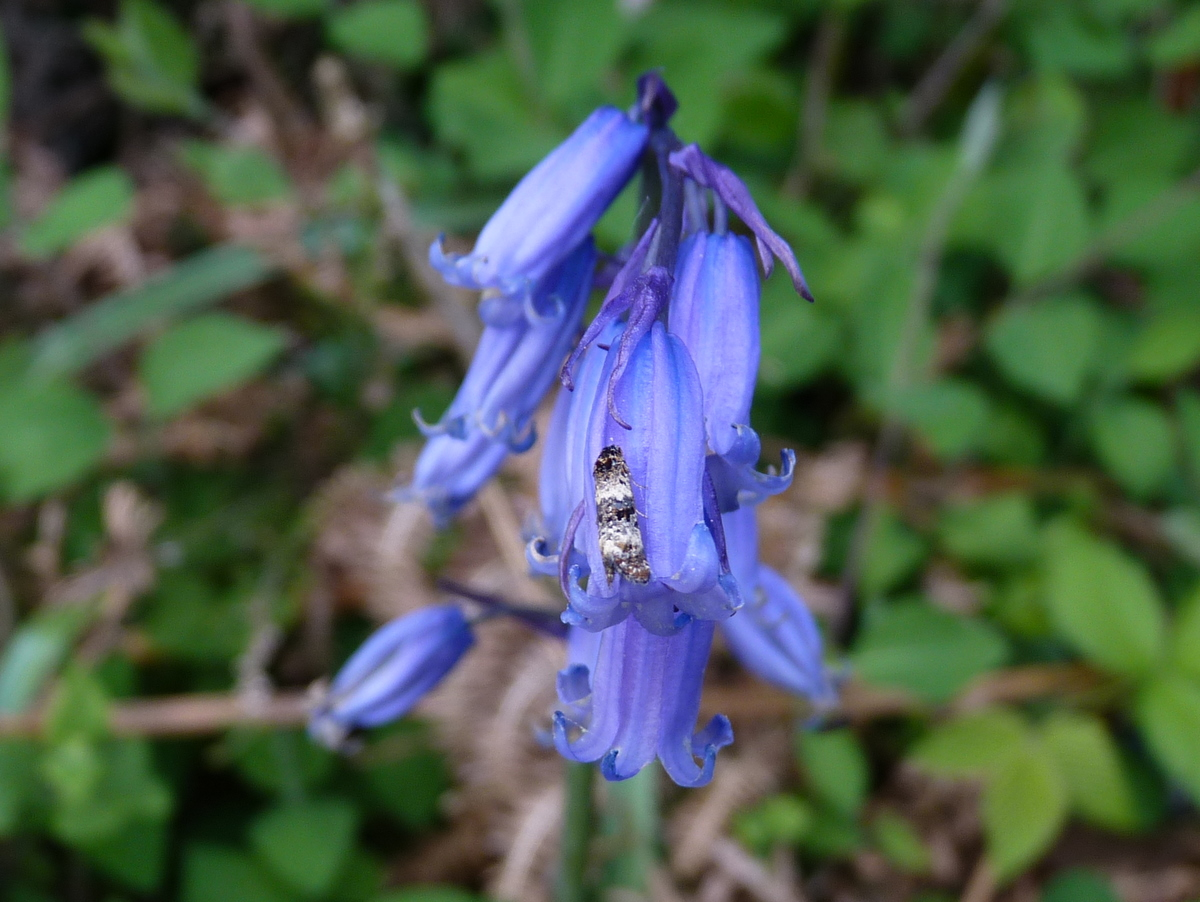